# Boyang, Guangdong
Boyang (kinesiska: 播扬) är en köping i sydöstra Kina. Den ligger i Huazhou i staden Maoming i provinsen Guangdong, omkring 300 kilometer sydväst om provinshuvudstaden Guangzhou. Antalet invånare är 37 449. Befolkningen består av 18 116 kvinnor och 19 333 män. Barn under 15 år utgör 31 %, vuxna 15-64 år 57 %, och äldre över 65 år 10,0 %.